# Ford Cortina
Ford Cortina - автомобіль, який був побудований Ford of Britain в різних кузовах з 1962 по 1983 рік і був найбільш продаваним автомобілем Великої Британії 1970-х.
Cortina вироблялася в п'ятьох поколіннях (Марк I - Марк V, хоча офіційно остання була лише модернізована Cortina 80 Mk IV) з 1962 по 1983 рік. З 1970 року він був майже ідентичним німецькому Ford Taunus (будується на одній платформі), який спочатку був іншою моделлю автомобіля. Це було частиною спроби Ford об'єднати свої європейські підрозділи. До 1976 року, коли було запущено переглянутий Таунус, Кортіна була ідентичною. Новий Taunus/Cortina використовував двері та деякі панелі з Taunus 1970 року. Він був замінений у 1983 році на Ford Sierra. В Азії та Австралазії його замінив Ford Telstar на базі Mazda 626, хоча Ford New Zealand ввозив комплекти CKD британського виробництва з Ford Sierra estate для місцевого складання з 1984 року.
Назва була натхненна іменем італійського гірськолижного курорту Кортіна д'Ампеццо, місце зимових Олімпійських ігор 1956 року. Як рекламний трюк, декілька Кортін були загнані вниз по олімпійському бобслею Кортіна на пробігу на курорті, який називався Cortina Auto-Bobbing.

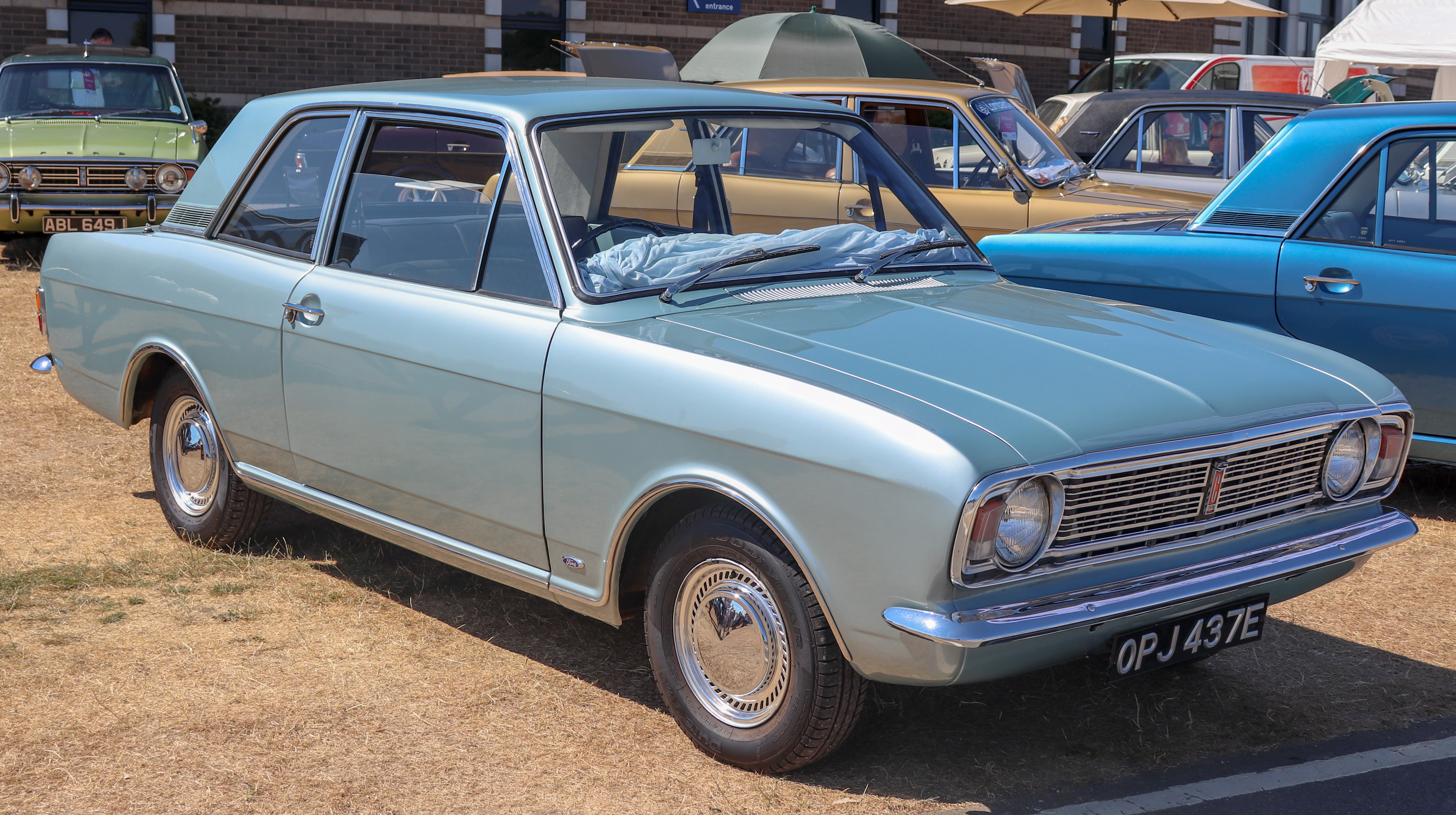
Ford Cortina ІІ (1966–1970)
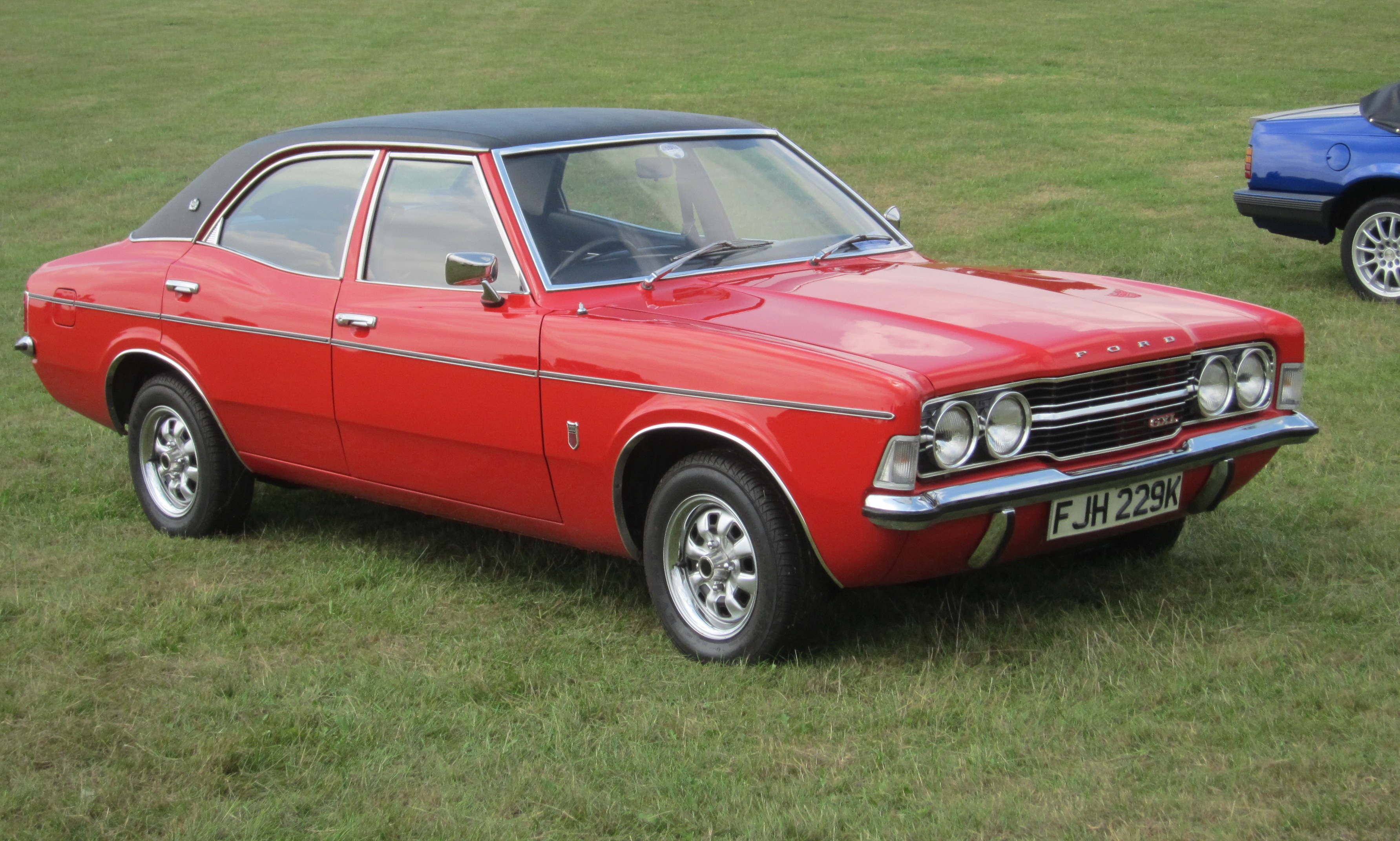
Ford Cortina ІІІ (1970–1976)
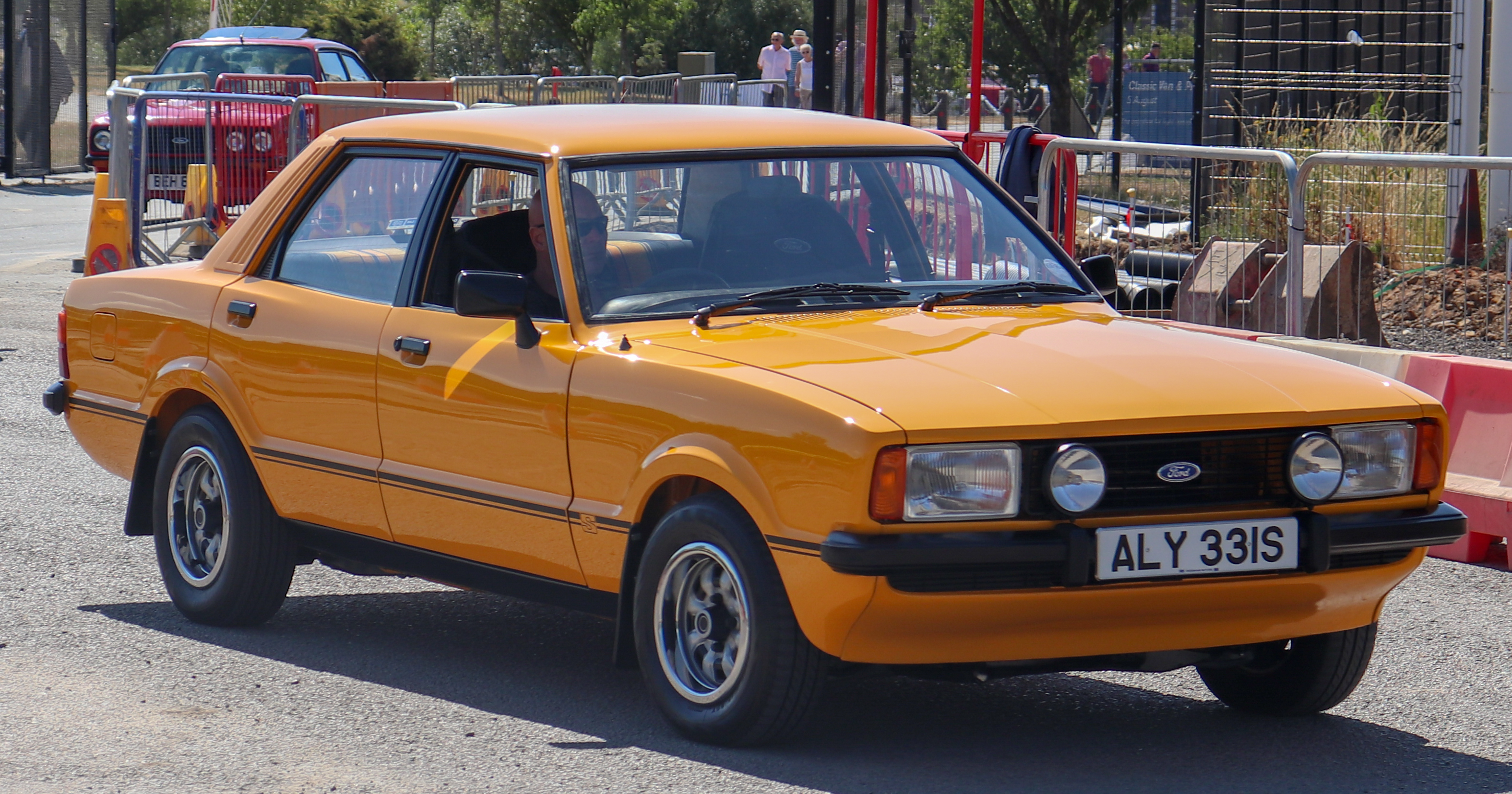
Ford Cortina IV (1976–1979)
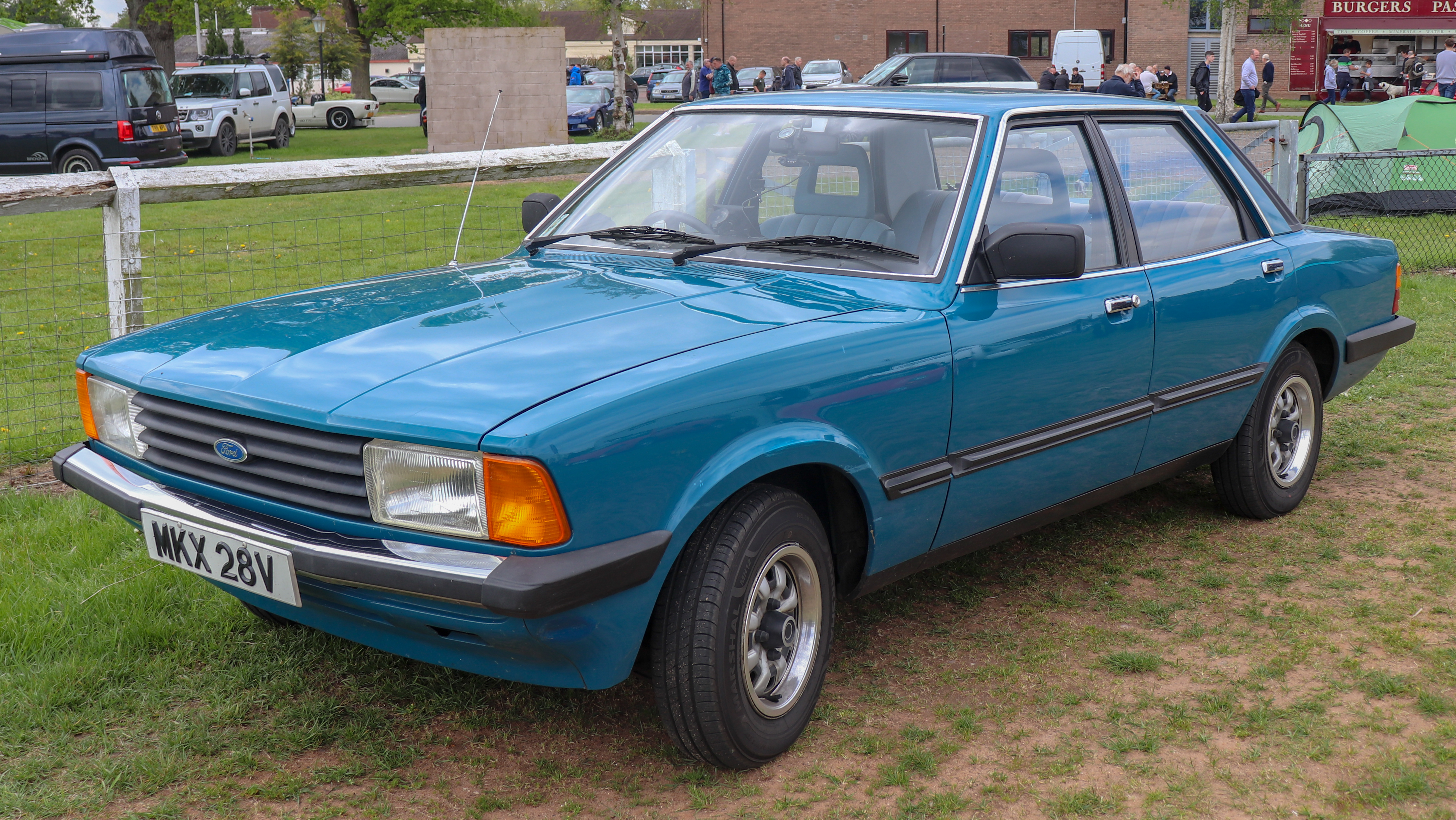
Ford Cortina V (1979–1982)